# 峠隧道用水
峠隧道用水（とうげずいどうようすい）は、新潟県妙高市大字樽本字峠（豊葦地区）にある、灌漑用水。

## 概要
- 総延長：5,700m（うち、隧道部分は135m）
- 水源：斑尾川
- 計画者：木賀三四郎

## 構築の理由
樽本地区（上樽本）は標高700m前後に位置する、険しい山中にある集落である。集落の開発は古く、室町時代ころと言われている。ただし険しい山中のため、農業用水は乏しく、これが原因となって水田開発は遅れを見せていた。
木賀三四郎家や、その他の三地主・自作農家の20数戸は飯米以外の残った余裕米を換金することが出来たものの、先の農家以外の30数戸はようやく飯米を確保できる程度であった。そのために、多くの人々が山に分け入り、炭焼きを行なったり、畑作に力を入れたりしていた。
樽本地区に川が無いわけではなかったが、すべて農業用水としては不向きで、殆どの水田が湧水や溜池の水を使っていた。溜池は雪融け水や雨水を利用したものであったため、日照り続きの年などは、大打撃を受けた。
明治19年に、斑尾川からの灌漑用水を引くため、木賀三四郎は国鉄高崎線の延長（後の信越本線・横軽区間）上にある、碓氷トンネル工事にヒントを得て、私費でこの難事業を起こした。

## 沿革
- 明治19年 測量を行ない、木賀三四郎らにより事業が起こされる
- 明治20年1月 着工（岩盤に石のみが打ち込まれる。坑口は幅1.2m、高さ1.8m）
  - 岩盤が硬く、大変な難工事で、この期間に石工・坑夫が相次いで逃げ出し、工事は一時的に中断。
- 明治21年 木賀三四郎、豊葦村の村長となる
- 明治21年12月 一時中断していた工事が再開される・峠呑用水約定証が完成（後に破棄）
  - 峠呑用水約定証とは…工夫への賃金、土地に関すること、平均5日は労役に就くこと、用水使用のきまり、これら4つ（それぞれ大意）の事項を定めたもの。
  - 極度に硬い岩盤にあたり、1日にわずか5cm進行という状況であった。坑夫らが逃げ出すのを、少しでも防ごうと、未婚の坑夫に対しては嫁の世話をした。しかし、またもや坑夫の逃亡が相次ぎ、工事が中断。
- 明治22年 中断していた工事を再開。これが三度目の正直となり、ついに隧道部分が開通。村内約定が再び結ばれ、ようやく集落全体の事業となる
  - 隧道開通時、途中で1.8mもの段差があったが、左右の狂いはなく、ただ上下のずれのみで、しかも奇跡的に取り入れ側が高かった。当時の発達していない測量技術ではあったが、隧道工事は無事に完工した。なお、ここまでの事業費は木賀三四郎個人が負担している。
- 明治23年 幹線および支流路の工事が集落全体で実行に移される
- 明治26年5月 木賀三四郎が起工してから7年、峠隧道用水がついに完成

## 完成後の様子
用水計画当時の上樽本の水田は、約15.4haであった。うち3.5haを溜池から灌漑用水へ切り替え、新規開田の7haをあわせた10.5haの水田は、20年後の大正元年には1haを上回った。その後も開発が進み、大正末期には27ha、最盛期には約40haまで拡張された。用水の完成で、水田耕作は難しい山間地にある農家が、水田耕作農家へ転身できたのである。
大正元年には木賀三四郎を讃える石碑が建立され、今でもその姿を見ることができる。（ただし、現道を作った際にそのままにされたため、旧道の方向を向いたままである。）

## その他
- 工事費：約1000円（明治時代のもの）
- 石碑の建っている道：新潟県道97号飯山斑尾新井線